# Новий Смоковець
Новий Смоковець (словац. Nový Smokovec; угор. Újtátrafüred) — село у Словаччині, одна з 15 частин міста Високі Татри Попрадського окресу Пряшівського краю. Лікувальний кліматичний центр, заснований як угорське SPA-містечко під іменем Уйтатрофюред (угор. Újtátrafüred). Низка готелів, культурний центр, залізнична платформа Сібір.

## Географія
Розташований на південному схилі гірської гряди Славковський Верх, на захід від Старого Смоковця.

## Спеціалізація
Гірськолижний курорт та лікувальні повітряні ванни, які корисні для відновлення метаболізму, різноманітних дихальних хвороб (бронхіт, сухоти, астма).
Снігові траси на спуску з гряди Славковський Верх. З 2000-их років — групи українських туристів (Київ, Одеса, Львів).

## Історія
Заснований 1875 австрійський лікарем Мікулашем Зонтаґом, який викупив 20 гектарів землі у громади села Велькі Славков. Під час будівництва перших споруд знайдено речі часів Римського імператора Марка Аврелія. Того ж року була проведена археологічна експедиція. Вона ідентифікувала на місці нового поселення потужне металургійне виробництво, яке існувало на межі Різдва Христового.
У селі ще в часи Австро-Угорщини зведена кам'яна Євангелічна церква, коло якої досі гуртується мадярська громада. 2002 року поруч зведений костел святих Петра і Павла, який фактично завершив символічну демадяризацію відомого рекреаційного поселення.
У 2000-их роках у селі та його околицях пройшли потужні бурани, які фактично винищили багаторічні хвойні дерева.